# Rally Targa Florio
El Rally Targa Florio es una carrera de rally que se disputa sobre caminos pavimentados en la provincia de Palermo, isla de Sicilia, Italia. Se disputa desde el año 1978 en sustitución de la Targa Florio, una carrera que también se disputaba en la Madonia pero en un circuito en vez de por tramos y desde el año 1906. Por este motivo el rally toma las ediciones desde esa fecha y en su primer año (1978) se organizó como la edición 62. Ha sido fecha puntuable del Campeonato Italiano de Rally en todas sus ediciones y del Campeonato Europeo de Rally desde 1984 hasta 2003 y en 2012 también lo fue para el Intercontinental Rally Challenge. 
Históricamente la prueba fue dominada por los pilotos italianos que han vencido en todas las ediciones menos en dos: en 1981 cuando ganó el francés Jean-Claude Andruet con el Ferrari 308 GTB y en 2012 cuando lo hizo el checo Jan Kopecký con el Škoda Fabia S2000. Otros pilotos extranjeros que han participado en la prueba fueron el sueco Stig Blomqvist que fue segundo en 1988 con el Ford Sierra RS Cosworth, el español Antonio Zanini que fue tercero en 1984  o el propio Andreut que consiguió otro podio en 1982 con el Ferrari. Los pilotos con más victorias son: Paolo Andreucci con doce victorias (1997, 2003-2004, 2006-2007, 2011, 2013-2017 y 2020), Gianfranco Cunico con cinco (1983, 1993-1994, 1996, 1999) y Dario Cerrato con cuatro (1985-1987, 1989).
En 2012 la prueba fue inicialmente alternativa al Rally de Cerdeña como fecha puntuable del Campeonato Mundial de Rally, pero finalmente no entró en el calendario confirmándose en febrero a Cerdeña como la ronda italiana un año más. Sin embargo, a principios de mayo entró en el calendario del IRC tras la baja del Rallye Mecsek por problemas económicos. En su primera edición en el IRC el rally fue suspendido en el tramo ocho por un accidente de Craig Breen donde falleció su copiloto Gareth Roberts.
En 2021, el belga Thierry Neuville, piloto de Hyundai en el Campeonato Mundial de Rally, participó y ganó el Rally Targa Florio con un i20 Coupe WRC.

## Ganadores
| Año     | Edición                   | Piloto              | Copiloto                | Automóvil                | Series  |
| ------- | ------------------------- | ------------------- | ----------------------- | ------------------------ | ------- |
| 1978    | 62.º Targa Florio Rally   | Tony Carello        | Maurizio Perissinot     | Lancia Stratos           | CIR     |
| 1979    | 63.er Targa Florio Rally  | Adartico Vudafieri  | Mario Mannucci          | Fiat 131 Abarth          | CIR     |
| 1980    | 64.º Targa Florio Rally   | Paolo Pasutti       | Stradiotto              | Fiat 131 Abarth          | CIR     |
| 1981    | 65º Targa Florio Rally    | Jean-Claude Andruet | "Tilber"                | Ferrari 308 GTB          | CIR     |
| 1982    | 66.º Targa Florio Rally   | Antonio Tognana     | De Antoni               | Ferrari 308 GTB          | CIR     |
| 1983    | 68.º Targa Florio Rally   | Gianfranco Cunico   | Bartolich               | Lancia Rally 037         | CIR     |
| 1984    | 69.º Targa Florio Rally   | "Tony"              | Sghedoni                | Lancia Rally 037         | ERC CIR |
| 1985    | 70.º Targa Florio Rally   | Dario Cerrato       | Giuseppe Cerri          | Lancia Rally 037         | ERC CIR |
| 1986    | 71.er Targa Florio Rally  | Dario Cerrato       | Giuseppe Cerri          | Lancia Delta S4          | ERC CIR |
| 1987    | 72.º Targa Florio Rally   | Dario Cerrato       | Giuseppe Cerri          | Lancia Delta 4WD         | ERC CIR |
| 1988    | 73.er Targa Florio Rally  | Andrea Zanussi      | Paolo Amati             | BMW M3                   | ERC CIR |
| 1989    | 74.º Targa Florio Rally   | Dario Cerrato       | Giuseppe Cerri          | Lancia Delta 16V         | ERC CIR |
| 1990    | 75.º Targa Florio Rally   | Piero Liatti        | Luciano Tedeschini      | Lancia Delta 16V         | ERC CIR |
| 1991    | 76.º Targa Florio Rally   | Piero Longhi        | Pietro Carraro          | Lancia Delta 16V         | ERC CIR |
| 1992    | 77.º Targa Florio Rally   | Piergiorgio Deila   | Pierangelo Scalvini     | Lancia Delta 16V         | ERC CIR |
| 1993    | 78.º Targa Florio Rally   | Gianfranco Cunico   | Stefano Evangelisti     | Ford Escort Cosworth     | ERC CIR |
| 1994    | 79.º Targa Florio Rally   | Gianfranco Cunico   | Stefano Evangelisti     | Ford Escort Cosworth     | ERC CIR |
| 1995    | 80.º Targa Florio Rally   | Piero Liatti        | Alessandro Alessandrini | Subaru Impreza           | ERC CIR |
| 1996    | 81.er Targa Florio Rally  | Gianfranco Cunico   | Pierangelo Evangelisti  | Ford Escort Cosworth     | ERC CIR |
| 1997    | 82.º Targa Florio Rally   | Paolo Andreucci     | Simona Fedeli           | Renault Megane Maxi      | ERC CIR |
| 1998    | 83.º Targa Florio Rally   | Renato Travaglia    | Flavio Zanella          | Peugeot 306 Maxi         | ERC CIR |
| 1999    | 84.º Targa Florio Rally   | Gianfranco Cunico   | Luigi Pirollo           | Subaru Impreza WRC       | ERC CIR |
| 2000    | 85.º Targa Florio Rally   | Piero Longhi        | Lucio Baggio            | Toyota Corolla WRC       | ERC CIR |
| 2001    | 86.º Targa Florio Rally   | Gianluca Vita       | Maurizio Mari           | Peugeot 306 Maxi         | ERC CIR |
| 2002    | 66.º Targa Florio Rally   | Salvatore Riolo     | Maurizio Marin          | Peugeot 306 Kit          | ERC CIR |
| 2003    | 87.º Targa Florio Rally   | Paolo Andreucci     | Anna Andreussi          | Fiat Punto S1600         | ERC CIR |
| 2004    | 88.º Targa Florio Rally   | Paolo Andreucci     | Anna Andreussi          | Fiat Punto S1600         | ERC CIR |
| 2005    | 89.º Targa Florio Rally   | Salvatore Riolo     | Maurizio Marin          | Renault Clio             | ERC CIR |
| 2006    | 90.º Targa Florio Rally   | Paolo Andreucci     | Anna Andreussi          | Fiat Grande Punto S2000  | ERC CIR |
| 2007    | 91.º Targa Florio Rally   | Paolo Andreucci     | Anna Andreussi          | Mitsubishi Lancer Evo IX | ERC CIR |
| 2008    | 92.º Targa Florio Rally   | Luca Rossetti       | Matteo Chiarcossi       | Peugeot 207 S2000        | ERC CIR |
| 2009    | 93.er Targa Florio Rally  | Luca Rossetti       | Matteo Chiarcossi       | Abarth Grande Punto      | ERC CIR |
| 2010    | 94.º Targa Florio Rally   | Salvatore Riolo     | Angelo-Carlo Canova     | Citroën Xsara WRC        | ERC CIR |
| 2011    | 95.º Targa Florio Rally   | Paolo Andreucci     | Anna Andreussi          | Peugeot 207 S2000        | ERC CIR |
| 2012    | 96.º Targa Florio Rally   | Jan Kopecký         | Pavel Dresler           | Škoda Fabia S2000        | IRC     |
| 2013    | 97.º Targa Florio Rally   | Paolo Andreucci     | Anna Andreussi          | Peugeot 207 S2000        | CIR     |
| 2014    | 98.º Targa Florio Rally   | Paolo Andreucci     | Anna Andreussi          | Peugeot 208 T16          | CIR     |
| 2015    | 99.º Targa Florio Rally   | Paolo Andreucci     | Anna Andreussi          | Peugeot 208 T16          | CIR     |
| 2016    | 100.º Targa Florio Rally  | Paolo Andreucci     | Anna Andreussi          | Peugeot 208 T16          | CIR     |
| 2017    | 101.er Targa Florio Rally | Paolo Andreucci     | Anna Andreussi          | Peugeot 208 T16          | CIR     |
| 2018    | 102.º Targa Florio Rally  | Andrea Nucita       | Marco Vozzo             | Hyundai i20 R5           | CIR     |
| 2019    | 103.er Targa Florio Rally | Simone Campedelli   | Tania Canton            | Hyundai i20 R5           | CIR     |
| 2020    | 104.º Targa Florio Rally  | Paolo Andreucci     | Anna Andreussi          | Peugeot 208 Rally 4      | CIR     |
| 2021    | 105.º Targa Florio Rally  | Thierry Neuville    | Martijn Wydaeghe        | Hyundai i20 Coupe WRC    | CIR     |
| Fuente: |                           |                     |                         |                          |         |